# Chợ Đầu mối Hoà Cường

Cửa chính chợ Đầu mối Hòa Cường

Chợ Đầu mối Hoà Cường là một ngôi chợ tại phía nam thành phố Đà Nẵng.

## Vị trí
Chợ tọa lạc trên địa bàn phường Hoà Cường Bắc, quận Hải Châu, tiếp giáp với bốn tuyến đường Lê Sát, Lê Nổ, Lê Thanh Nghị, Hồ Nguyên Trừng và cách cầu Tiên Sơn không xa.

## Lịch sử
Chợ Đầu mối Hòa Cường được hình thành từ đầu những năm 2000. Hiện nay, chợ là trung tâm mua sắm lớn và sầm uất của thành phố.